# SNCASO SO-30 Bretagne
Il SNCASO SO-30 Bretagne era un aereo di linea, bimotore e ad ala media, costruito in Francia dalla Société nationale des constructions aéronautiques du sud-ouest a partire dal 1945.

## Storia del progetto
Dopo la capitolazione della Francia, in seguito all'invasione tedesca, un gruppo di tecnici della SNCASO venne trasferito presso stabilimenti situati a Cannes dove lavorarono come Groupe Technique de Cannes.
Qui, tra gli altri, realizzarono il progetto di un velivolo bimotore da trasporto destinato, nelle intenzioni, ad ospitare 20-25 passeggeri. Denominato SO-30N, il progetto subì però il blocco imposto dalla commissione d'armistizio italo-tedesca e rimase sulla carta fino al momento della liberazione ad opera delle truppe alleate.
Recuperato quindi dagli scaffali, il progetto si tradusse in un prototipo che venne portato in volo per la prima volta il 26 febbraio 1945. Seguì la costruzione di altri due velivoli di prova, identificati con la sigla SO-30R. La versione di serie, denominata S0-30P e battezzata ufficialmente Bretagne (dalla regione del nord-ovest francese), volò per la prima volta l'11 dicembre del 1947.
Il velivolo venne realizzato anche in una versione cargo (SO-30C), modificata con l'abbassamento ed il contemporaneo irrobustimento del pavimento e con la realizzazione di grandi portelloni di carico disposti nella parte posteriore del ventre della fusoliera.
La produzione complessiva fece registrare un totale di 45 esemplari.

## Tecnica
Monoplano ad ala dritta, il Bretagne era dotato di fusoliera a sezione circolare, in grado di ospitare (nella versione di serie) fino a 37 passeggeri. Il carrello d'atterraggio era di tipo triciclo anteriore, con gli elementi posteriori che si ritraevano all'interno delle gondole motore.
L'ala era dritta con il bordo d'entrata rastremato verso l'estremità ed il bordo d'uscita praticamente rettilineo mentre gli impennaggi erano costituiti da piani orizzontali caratterizzati da un deciso diedro positivo alle cui estremità erano disposti i piani verticali, composti da timone e deriva.
I motori installati sul prototipo erano due Gnome-Rhône 14N: questo era un motore radiale a 14 cilindri (a doppia stella), sviluppato poco prima dell'inizio della guerra dallo Gnome-Rhône 14K. Sulla versione di serie vennero tuttavia impiegati i radiali Pratt & Whitney R-2800 (radiali a 18 cilindri, anch'essi a doppia stella) nella variante B43 (da 1 800 hp) installata sul SO-30P-1, oppure nella variante CA18 (da 2 400 hp) del SO-30P-2. La versione cargo vide nuovamente l'utilizzo dei Gnome-Rhône, nella variante 14R-81 (da 1 850 hp).

## Impiego operativo
L'utilizzo del Bretagne avvenne prevalentemente presso piccole linee aeree delle colonie africane francesi. Il principale utilizzatore fu l'Air Maroc che ne impiegò 12 esemplari, mentre otto furono quelli in forza all'Air Algérie.
Alcuni esemplari vennero acquistati dall'Armée de l'air e dall'Aéronavale; questi velivoli vennero tra l'altro impiegati per voli sperimentali: vennero testati motori a getto e furono effettuate modifiche ai piani di coda, con l'eliminazione della soluzione a doppio timone.
Un esemplare di Bretagne appositamente modificato venne impiegato come aereo presidenziale francese, a partire dal 1952.

## Versioni
- SO-30N Bellatrix: prototipo; equipaggiato con una coppia di radiali Gnome-Rhône 14N-49 da 1 180 CV (868 kW).[4]
- SO-30R Bellatrix: nuovo prototipo. Costruito in due esemplari, dotati di motori Gnome-Rhône 14R-5 (1 700 CV, 1 250 kW)[5], non ebbe seguiti produttivi[6].
- SO-30P-1: primo lotto di serie; adottava motori Pratt & Whitney R-2800-B43 (1 800 hp, 1 342 kW).
- SO-30P-2: secondo lotto di serie; motorizzato con una coppia di Pratt & Whitney R-2800-CA18 (2 400 hp, 1 800 kW).
- SO-30C: versione destinata all'esclusivo trasporto di merci; dotata di motori Gnome-Rhône 14R.81 (1 875 CV, 1 380 kW).

## Utilizzatori

### Civili
Algeria
- Air Algérie

 Marocco
- Air Maroc

### Militari
Francia
- Armée de l'air
- Aéronautique navale

## Velivoli comparabili
Regno Unito
- Vickers VC.1 Viking

 Stati Uniti
- Douglas DC-3
- Martin 2-0-2

 Unione Sovietica
- Ilyushin Il-12

 Svezia
- Saab 90 Scandia

### Pubblicazioni
- (EN) For continental routes, in Flight, 19 febbraio 1948. URL consultato il 3 marzo 2011.